# Jeff Lynne
Jeffrey "Jeff" Lynne, (Birmingham, West Midlands, Egyesült Királyság, 1947. december 30. –) brit-amerikai rockzenész és producer. Lynne sikeres zenész és lemezkiadó. Részt vett és kiemelkedő szerepet játszott több zenekarban, mint a The Idle Race, The Move, de főképpen az ELO-ban. Az Electric Light Orchestra az egyik legsikeresebb zenekar, több mint 150 millió eladott lemezzel. Lynne tagja volt a Traveling Wilburys supergroupnak, George Harrison, Bob Dylan, Roy Orbison és Tom Petty mellett.

## Pályafutása

### Kezdeti évek
Tinédzser korában, 1963-ban alapította meg a "Rockin' Hellcats" zenekart Robert Readerrel és David Walsh-sal együtt. Az együttes később a "The Handicaps" és a "The Andicaps" nevet viselte, és hetente játszott a Shard End Community Centerben. 1964-ben Lynne egyedül maradt és helyetteseket szerződtetett, de ugyanabban az évben ő is elhagyta a zenekart, hogy helyettesítse Mick Adkins-t a The Chads-ben. 1966-ban Lynne csatlakozott gitárosként a The Nightriders zenekarhoz, amelyik később a The Idle Race nevet vette fel. A nevet Jeff Lynne nagymamája adta, aki azt tartotta, Jeff és zenész társai igazi munkából kellene megéljenek, nem pedig zenélésből. Annak ellenére, hogy a zenekritikusok nagyon jól fogadták őket, a kereskedelmi sikerek elmaradtak. 
Két album után 1970-ben elhagyta az együttest és az egyik leghíresebb brit zenekarba a The Move-ba került, annak frontembere, Roy Wood meghívására. Woodnak és Lynne-nek messzemenő terveik voltak a klasszikus és a rockzene ötvözésére, a Beatles Sgt. Pepper’s Lonely Hearts Club Band albuma és különösen a Strawberry Fields Forever dal hatására. Wood és Lynne létrehozta az Electric Light Orchestra (ELO) zenekart. Az első album után Lynne maradt a zenekar egyetlen vezető tagja és kreatív ereje, amikor Wood elhagyta a zenekart, hogy megalakítsa a Wizzard együttest. Lynne meghatározó volt a zenekarban, mint annak zeneszerzője, énekese, szervezője és producere.

### Electric Light Orchestra
Az ELO nagy áttörése 1973-ban történt, a Chuck Berry Roll over Beethoven dalának feldolgozásával. A dal a Birmingham és Anglián kívül is ismertté tette őket, és akkoriban sokat játszották különböző rádióállomásokon. A dal gyakran volt a záró szám a koncertjeiken és ugyanígy a zenekar újraélesztési kísérleteiben az 1990-es és 2000-es években. Az egyetlen olyan tag, aki az évek során hűséges maradt hozzá, Bev Bevan dobos volt, aki ugyanúgy mint Jeff Lynne az 1950-es és '60-as években Birmingham környékén nőtt fel. A együttes kezdetben 10-12 fős volt, de később 5-6 főre csökkent.
Számos olyan dalt, amelyet Jeff Lynne írt az ELO-nak, ma remekműnek tekintenek az ABBA, a Beatles vagy a Queen dalaival egyenértékűnek. Olyan dalokat, mint a Hold on tight, Mr. Blue Sky, Turn to stone, Evil Woman, Don't Bring Me Down, Living thing, Strange magic, Do Ya, Last Train to London és a Rock 'n' Roll is King ma is játsszák különböző rádióállomásokon főleg Európában és az Egyesült Államokban. Egyéb híres dalok, amit Jeff Lynne írt: Sweet Talking Woman, Confusion, So Serious és Telephone Line. Lynne több dalt szerzett az 1980-as Xanadu filmhez, többek között a címadó dalt amit Olivia Newton-John énekelt és világszerte nagy sláger lett.

### Az ELO után
Miután az ELO 1986-ban megszűnt, Lynne producerségre összpontosított, s olyan zenészekkel dolgozott, mint Dave Edmunds, George Harrison, Tom Petty, Roy Orbison, Brian Wilson, Del Shannon, Joe Cocker, Ringo Starr és Paul McCartney. Lynne kapta a megtisztelő megbízást, hogy elkészítse a Beatles 1995-ben kiadott két számát, a "Real Love" és a "Free As A Bird" címűeket.
George Harrisonnal való együttműködés után, mint a Cloud Nine (1987) album producere, alakították meg a Traveling Wilburys supergroupot.
1991-ben jelent meg Lynne első szólóalbuma, az Armchair Theater, ami összefoglalja a legutóbbi, producerként szerzett tapasztalatait és az ELO-hoz képest lecsupaszított hangzás jellemzi, de a zene még mindig a központban áll.
2001-ben került kiadásra az ELO új album, a Zoom, amin csak Lynne szerepel a zenekarból, kivéve egy számot ahol Richard Tandy játszik. Akárcsak a debütáló szólóalbumán, szinte minden hangszeren Lynne játszik, és az albumot nem hivatalosan a második szólóalbumának nevezik.
Lynne volt a producere George Harrison utolsó albumának, a Brainwashed-nek ami posztumusz 2002-ben jelent meg, valamint a DVD-nek amit a Concert for George emlékkoncertről adtak ki 2003-ban. Ő készítette Tom Petty 2006-ban megjelent "Highway Companion" című albumát, valamint 2009-ben Regina Spektor Far című albumát. Jeff Lynne legutóbbi produkciója, az Eagles-tag, Joe Walsh legújabb albuma, az Analog Man volt.
2012. október 8-án bocsátották ki a Long Wave című cover albumát, kilenc dallal, amelyek inspirálták a nevelkedése során. Ugyanakkor ELO-albumként megjelent a Mr. Blue Sky – A Very Best Of Electric Light Orchestra című lemez, amely az Electric Light Orchestra néhány legsikeresebb dalainak újrafelvételét tartalmazza. Ezen kívül egy teljesen új szám is van rajta, a Point of No Return.
2013-ban ismét kiadták Lynne első szólóalbumát az Armchair Theatre-t és a Zoom ELO-albumot, új bővített kiadásokban, valamint az "ELO Live!" a tervezett Zoom-turnéról, amelyből  csak egy koncert valósult meg (Zoom Tour Live, DVD). Lynne egy új ELO album eredeti anyagával 2016-ban Európa-turnén vett részt. 2017. június 24-én Lynne 60 000 néző előtt a Wembley Stadionban rendezett koncerten, 24 zeneszámot játszott, beleértve a Xanadu, a Do Ya és a Twilight dalokat. A koncertről DVD-t és CD-t adtak ki, Wembley or Bust címmel.

## Magánélete
Lynne kétszer volt házas: első felesége 1972-1977 között Rosemary Adams (szül. 1942), majd második neje 1979-től Sandi Kapelson, akivel két lánya van, Laura (1979) és Stephanie (1981).

## Diszkográfia

### Szólóalbumok
- Armchair Theatre (1991)
- Long Wave (2012)

## Díjak és jelölések
- 2009 – ASCAP Golden Note Award
- 2013 – Songwriters Hall of Fame jelölés 2014-re
- 2014 – Birmingham Walk of Stars csillag
- 2015 – Hollywood Walk of Fame csillag
- 2015 – Songwriters Hall of Fame jelölés 2016-ra
- 2016 – Songwriters Hall of Fame jelölés 2017-re
- 2017 – Rock and Roll Hall of Fame, az Electric Light Orchestra tagjaként

## Fordítás
- Ez a szócikk részben vagy egészben  a   Jeff Lynne című svéd Wikipédia-szócikk fordításán alapul.  Az eredeti cikk szerkesztőit annak laptörténete sorolja fel. Ez a jelzés csupán a megfogalmazás eredetét és a szerzői jogokat jelzi, nem szolgál a cikkben szereplő információk forrásmegjelöléseként.
- Ez a szócikk részben vagy egészben  a   Jeff Lynne című angol Wikipédia-szócikk fordításán alapul.  Az eredeti cikk szerkesztőit annak laptörténete sorolja fel. Ez a jelzés csupán a megfogalmazás eredetét és a szerzői jogokat jelzi, nem szolgál a cikkben szereplő információk forrásmegjelöléseként.